# Porter Robinson
Porter Robinson (Atlanta, 15 luglio 1992) è un disc jockey, produttore discografico e cantautore statunitense.

## Biografia
Porter inizia a comporre musica elettronica all'età di 13 anni usando il software ACID Pro (per poi passare a FL Studio), principalmente per emulare le sonorità del videogioco giapponese Dance Dance Revolution.

## Il successo e la carriera
Il suo primo singolo, Say My Name, riscuote un enorme successo tanto che raggiunge la prima posizione nella Beatport's Electro House chart, e gli permette di pubblicare nel 2011 il suo primo album Spitfire attraverso la neonata etichetta di Skrillex, OWSLA.
Nell'aprile del 2012 esce il suo singolo Language (tramite Big Beat Records e Ministry of Sound), il successo è immediato e il singolo raggiunge subito la prima posizione nella famosa Beatport Top 100, oltre ad avere una grossa influenza sul genere Progressive House. Il 17 dicembre dello stesso anno, in collaborazione con il produttore britannico Mat Zo, rilascia il suo nuovo singolo Easy, il quale riscontrerà molto successo.
Nel 2012 ha partecipato a numerosi festival come Tomorrowland, Coachella, Creamfields, Future Music Festival, Ultra Music Festival, Electric Daisy Carnival, Lollapalooza, Stereosonic, Electric Zoo, Amsterdam Dance Event, Mystery Land, ZoukOut, Camp Bisco, e CounterPoint.
Il 2014 è l'anno che consacrerà ufficialmente il giovane produttore statunitense. Durante il suo corso rilascia 4 nuovi singoli: Sea of Voices, Sad Machine, Lionhearted (con la partecipazione degli Urban Cone), e Flicker. Le suddette tracce fanno infatti da anteprima al suo primo album studio, Worlds, il quale verrà pubblicato il 12 agosto sotto Virgin EMI e Astralwerks. Il nuovo album sancisce un netto cambiamento dalle sonorità sia di Spitfire che dei due successivi singoli, maturando un distacco dai generi Electro e Progressive House, accostandosi al mondo della Future Bass, e del Synth-Pop, con uno stile che richiama anche la Dubstep. È proprio grazie a Worlds che Porter ottiene un posto in cima al panorama dell'elettronica mondiale, diventando un'icona e massimo esponente del suo genere e stile.
Nel 2015 lavora al remix di The Thrill, traccia dei Nero. Il 2 ottobre del 2015, sempre sotto la stessa etichetta, viene pubblicato l'album dei remix di Worlds.
A distanza di un anno dalla sua ultimo traccia, nell'agosto del 2016 Porter pubblica la sua nuova canzone Shelter, in collaborazione con il produttore e amico Madeon (il video ufficiale del brano verrà successivamente pubblicato il 14 ottobre con A-1 Pictures). I due, lo stesso 11 agosto, annunciano inoltre la programmazione dell'omonimo tour mondiale, che vedrà partecipe principalmente il Nord America, per poi arrivare in Europa per tre tappe (Parigi, Londra, Amsterdam), ma anche in Australia e Giappone, per poi chiudere finalmente nell'aprile del 2017 al Coachella. Porter e Hugo in questi mesi consolidano sia il rapporto di amicizia che avevano instaurato tempo prima, sia quello artistico, caratterizzando i loro live set con remix, mashup e versioni dei loro singoli. A detta di entrambi, il lavoro svolto li ha molto uniti e formati a livello produttivo, ma ciononostante i due annunciano che lo Shelter Tour non si ripeterà.
Nel corso della sua carriera Porter si è anche occupato di co-produrre il singolo Clarity dell'artista tedesco Zedd, oltre alle numerosi voci che riguardano alcune sue ghost-production nel panorama EDM.
Durante i primi mesi del 2017 Porter Robinson subisce un attacco hacker, ed in poco tempo vengono diffusi dei file contenenti suoi singoli mai rilasciati dal 2011, oltre a tutte le Live Edit dei suoi due tour.
Ad ottobre 2017, Porter Robinson pubblica un nuovo singolo sul suo canale YouTube, intitolato EON BREAK, con il suo nuovo alias Virtual Self, che segna il suo ritorno alle origini.
A gennaio del 2020 viene annunciato l'album Nurture, secondo album in studio di Porter Robinson, insieme al singolo Get Your Wish. Durante il 2020 vengono pubblicati il secondo singolo e il terzo singolo dell'album, intitolati rispettivamente Something Comforting e Mirror. A gennaio e febbraio del 2021 vengono pubblicati il quarto singolo e quinto singolo, di nome Musician e Look at the Sky, dell'album Nurture che uscirà nell'aprile dello stesso anno.
A luglio 2022, Porter Robinson pubblica il singolo Everything Goes On, in collaborazione con il videogioco League of Legends.
Nel 2024, Porter rilascia "Smile :D", il suo terzo album, annunciandolo con il singolo "Cheerleader"

## Discografia

### Singoli
- 2010: Porter Robinson - Leaving
- 2010: Porter Robinson - Get Brain
- 2010: Porter Robinson - Say My Name
- 2010: Porter Robinson - Hello (feat. Lazy Rich)
- 2010: Porter Robinson - The Wildcat
- 2011: Porter Robinson - Unison
- 2011: Porter Robinson - Spitfire
- 2012: Porter Robinson - Language
- 2012: Mat Zo & Porter Robinson - Easy
- 2014: Porter Robinson - Sea of Voices
- 2014: Porter Robinson - Sad Machine
- 2014: Porter Robinson - Lionhearted (ft. Urban Cone)
- 2014: Porter Robinson - Flicker
- 2014: Porter Robinson - Divinity (ft. Amy Millan)
- 2014: Porter Robinson - Goodbye to a World
- 2014: Porter Robinson - Years of War (ft. Breanne Duren, Sean Caskey)
- 2014: Porter Robinson - Fresh Static Snow
- 2014: Porter Robinson - Fellow Feeling
- 2014: Porter Robinson - Polygon Dust (ft. Lemaitre)
- 2014: Porter Robinson - Natural Light
- 2014: Porter Robinson - Hear the Bells (ft. Imaginary Cities)
- 2014: Porter Robinson - Shepherdess
- 2016: Porter Robinson & Madeon - Shelter
- 2017: Virtual Self - EON BREAK
- 2017: Virtual Self -  Ghost Voices
- 2017/2018: Virtual Self - Particle Arts
- 2017/2018: Virtual Self - A.i.ngel (Become God)
- 2018: Virtual Self - Key
- 2018: Virtual Self - ANGEL VOICES
- 2020: Porter Robinson - Get Your Wish
- 2020: Porter Robinson - Something Comforting
- 2020: Porter Robinson - Look at the sky
- 2020: Porter Robinson - Mirror
- 2022: Porter Robinson - Everything Goes On
- 2023: Skrillex, Porter Robinson & Bibi Bourelly - Still Here (with the ones that I came with)
- 2024: Porter Robinson - Cheerleader
- 2024: Porter Robinson - Knock Yourself Out XD
- 2024: Porter Robinson - Russian Roulette
- 2024: Porter Robinson - Kitsune Maison Freestyle

### Album ed EP
- 2011: Spitfire (EP)
- 2012: Spitfire Bonus Remixes
- 2013: "Mat Zo & Porter Robinson - Easy (Remixes)"
- 2014: Worlds
- 2015: Worlds Remixed
- 2021: Nurture
- 2024: SMILE! :D